# Aleluia
Aleluia (em hebraico: הַלְלוּ־יָהּ; romaniz.: hallū-Yāh; moderno : הַלְּלוּ־יָהּ; romaniz.: halləlū-Yāh, lit. 'louvai Yah') é um grito de louvor de origem judaica, e em cultos e orações da maioria dos cristãos.  A forma latina da palavra Aleluia é usada em muitos idiomas tanto por protestantes como por católicos em preferência à forma HalleluJah.
A palavra HalleluJah é usada no Judaísmo como parte das orações de Halel. A palavra Aleluia aparece 24 vezes no Antigo Testamento da Bíblia cristã,[carece de fontes?] que corresponde grosso modo aos conjuntos de livros Tanach (Torah, Neviim e Kethuvim) do Judaísmo. O termo é usado para iniciar e/ou concluir os Salmos (em hebraico תהלים, Tehillim), com exceção do Salmo 135:3. Aleluia aparece junto com a palavra "amém" no Salmo 106:48.
A palavra Aleluia aparece quatro vezes no Novo Testamento, no livro do Apocalipse de João, transliterado em grego como Αλληλούια.

## Etimologia
Uma transliteração do termo hebraico הַלְלוּיָהּ (Halləluyamoderno ou Halləlûyāh tiberiano), cuja primeira parte é "Hallelu" (הַלְּלוּ), que significa "Louvai! Adorai!" ou "Elogio"; e a segunda parte "Yah" (Jah) (יָהּ), uma forma abreviada do nome de Deus. Yah  constitui a primeira metade do Tetragrama הוהי, (YHWH), o nome do Deus da Bíblia, pronunciado em português como Javé ou Jeová. Yah escreve-se com as letras yod (י) e he (ה), respectivamente a décima e a quinta letra do alfabeto hebraico.

## Cultura popular
Na Cultura popular "Aleluia" é dita muitas vezes com caráter cômico, quando ocorre algo bom contrário à ordem normal dos acontecimentos, caracterizado como um "milagre". Em filmes, séries e novelas muitas vezes a primeira parte da canção O Messias de Händel, composta por várias aleluias é tocada.